# ۴۵۴ (قمری)
۴۵۴ (قمری)، چهارصد و پنجاه و چهارمین سال در گاهشماری هجری قمری است. اول محرم این سال برابر با بیست و یکم ژانویه سال ۱۰۶۲ میلادی است.